# La Hève
Pour les articles homonymes, voir La Hève (homonymie).
La Hève (en anglais : LaHave) est un village à l'embouchure du fleuve La Hève (LaHave River) dans le comté de Lunenburg en Nouvelle-Écosse, au Canada, à 15 km environ au sud de Bridgewater. La Hève fut, de 1632 à 1635, la capitale de la Nouvelle-France.

## Historique
La Hève doit son nom au cap de la Hève au nord du Havre, en Normandie, qui marquait le départ des navires français pour l'Amérique au XVIIe siècle.
Isaac de Razilly, nommé vice-roi de la Nouvelle-France, y débarqua en 1632 et y installa le fort Sainte-Marie-de-Grâce, où il mourut trois ans plus tard.
Ce fut au XIXe siècle et jusqu'à la Seconde Guerre mondiale un centre économique dynamique (pêche, commerce et construction navale).